# Brijest (Osijek)
Brijest is een plaats in de gemeente Osijek in de Kroatische provincie Osijek-Baranja. In 2011 telde de plaats 1187 inwoners.